# Christophersiomyia
Christophersiomyia is een muggengeslacht uit de familie van de steekmuggen (Culicidae).

## Soorten
- C. annulirostris (Theobald, 1905)
- C. chionodes (Belkin, 1962)
- C. gombakensis (Mattingly, 1959)
- C. ibis (Barraud, 1931)
- C. thomsoni (Theobald, 1905)